# جون بانيستر
جون بانيستر هو محامي وسياسي أمريكي، ولد في 26 ديسمبر 1734 في بطرسبرغ في الولايات المتحدة، وتوفي بنفس المكان في 30 سبتمبر 1788. انتخب عضو مجلس نواب فرجينيا ‏.